# Dymecodon pilirostris
Dymecodon pilirostris là một loài động vật có vú trong họ Talpidae, bộ Soricomorpha. Loài này được True mô tả năm 1886. Đây là loài duy nhất trong chi sau khi được di chuyển từ chi Urotrichus